# Antwerpens internationella flygplats
Antwerpens internationella flygplats är en flygplats i Belgien. Den ligger i den centrala delen av landet, 40 kilometer norr om huvudstaden Bryssel. Antwerpens internationella flygplats ligger 11 meter över havet.